# Yibinosaurus
"Yibinosaurus" (“lagarto deYibin”) es el nombre informal dado a un género de un dinosaurio sauropodomorfo saurópodo que vivió a principios del período Jurásico, hace aproximadamente 184 millones de años en el Toarciano. Encontrado en lo que es hoy Sichuan, China. Se ha sugerido el nombre de "Yibinosaurus zhoui" para la "especie tipo", pero aún no ha sido formalmente descrito, pero se espera próximamente por parte de Ouyang Hui. "Yibinosaurus" es solo mencionado en Libro de Guía del Museo Nacional de Chongqing (2001) y considerado nomen nudum.